# Pietro (palatino)
Pietro (in ungherese Péter; fl. 1091) fu un nobile ungherese che ricoprì la carica di palatino (in latino comes) intorno al 1091, durante il regno di Ladislao I.
Ascese alla carica qualche tempo dopo il 1089 o il 1090, dato che il suo predecessore Gyula è menzionato per l'ultima volta in questa veste intorno a quegli anni. Il nome di Pietro compare soltanto nell'atto di fondazione dell'abbazia di Somogyvár nel 1091. È possibile che si tratti dello stesso «comes» [«palatinus»?] Pietro che, insieme all'arcivescovo di Strigonio Marcello, fu inviato dall'anziano Ladislao in Polonia al fine di negoziare con Sieciech, il vice del duca Ladislao Ermanno nell'estate del 1095. La delegazione ungherese invitò il nipote esiliato del re Colomanno di ritorno dalla Polonia per diventare suo erede.